# Rio Xapuri
Le rio Xapuri est un cours d'eau brésilien qui baigne l'État d'Acre. C'est un affluent de la rive gauche du rio Acre, donc un sous-affluent de l'Amazone par le Rio Purus.

## Géographie
Il prend sa source sur le territoire de la municipalité de Xapuri. Il arrose les municipalités de Xapuri et Brasiléia. 